# Noche de los tres presidentes

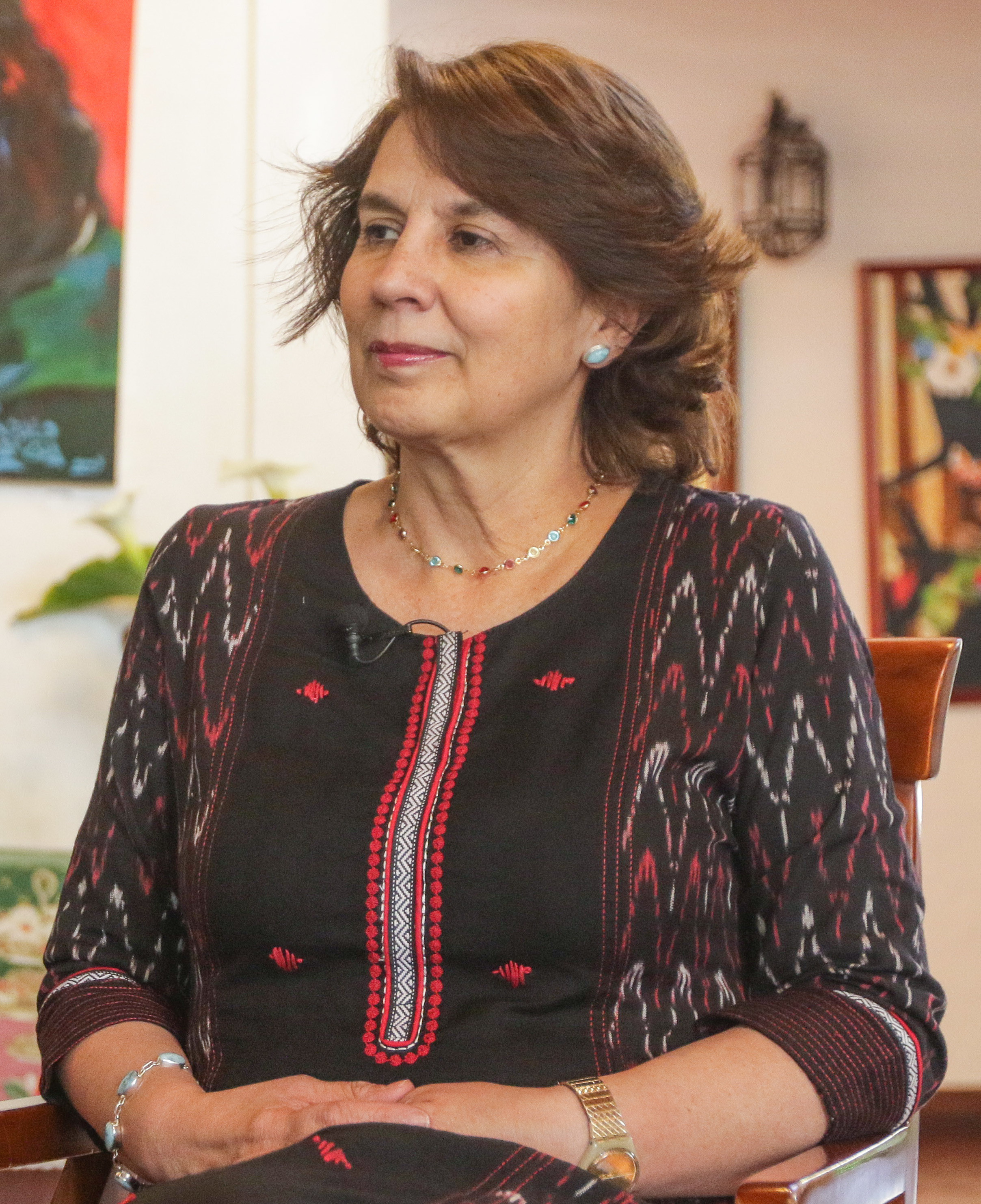
Rosalía Arteaga

Noche de los tres presidentes foi um evento político que ocorreu entre a noite de 6 de fevereiro de 1997 e a madrugada do dia seguinte, no Equador, onde Abdalá Bucaram, Rosalía Arteaga e Fabián Alarcón reivindicaram a presidência da República.

## 6 de fevereiro de 1997
Após os protestos dos equatorianos nas cidades de Quito, Guayaquil, Cuenca e outros locais, Abdalá Bucaram foi destituído do cargo de presidente da República pelo Congresso Nacional. Os congressistas votaram por este ato, com uma maioria simples de 44 votos dos 82 possíveis, com base no artigo 100 que explana a disposição da "incapacidade mental", razão pela qual o Congresso o depôs do cargo, sem julgamento político nem análise médica prévia, não havendo norma jurídica que regule e estabeleça o procedimento para justificar o uso desse artigo da constituição. Embora Abdalá se recusasse a deixar o cargo de presidente, o plenário do Congresso declara Fabián Alarcón como presidente interino. Tal situação foi contestada  pela vice-presidente Rosalía Arteaga nomeando o ocorrido como um golpe de Estado. Abdalá Bucaram, do Palácio de Carondelet, recusou-se a reconhecer os acontecimentos ocorridos no Palácio Legislativo.

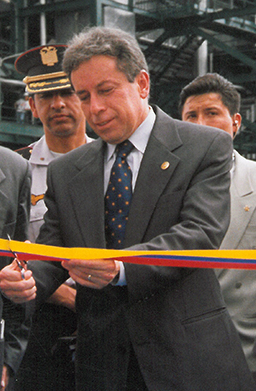
Fabián Alarcón

A Constituição do Equador de 1978 estabelecia originalmente que se algo ocorresse ao presidente caberia ao vice-presidente completar o mandato presidencial, mas em 1995 este artigo foi retirado da constituição pelo Congresso Nacional para incluir diversas emendas constitucionais, deixando um vácuo legal na constituição, não havendo nenhum sucessor claro do presidente. Rosalía Arteaga, em oposição ao Congresso Nacional, tentou assumir o mandato durante a madrugada de 7 de fevereiro. As Forças Armadas do Equador haviam retirado o apoio a Bucaram e este não era mais reconhecido como chefe de Estado.  Bucaram, em seguida, deslocou-se para a cidade de Guayaquil, estabelecendo seu governo na província de Guayas, onde queixou-se de um golpe de Estado e declarou que, de acordo com a constituição, ele prosseguia como presidente constitucional do país.
Ao mesmo tempo, Fabián Alarcón foi empossado no Congresso Nacional. Após a votação dos congressistas, ele foi reconhecido como o Presidente Interino Constitucional da República, uma disposição anteriormente utilizada pelos presidentes temporários designados que exerciam o poder de forma interina quando o país encontrava-se em um processo constituinte. Alarcón validou sua legitimidade afirmando que o Congresso, eleito pelo voto popular, representava a soberania nacional. Ainda assim, logo concordou em fazer o Congresso declarar nula sua nomeação como presidente interino, por causa das denúncias de Arteaga de que tal disposição jurídica não tinha lugar na constituição.

## 7 a 11 de fevereiro de 1997
Depois desta noite, e antes de abandonar o país em 8 de fevereiro após ter perdido o apoio das Forças Armadas, Bucaram anunciou que estava partindo para o Panamá em busca de apoio internacional, incumbindo a presidência à vice-presidente Arteaga que obtêm o apoio das Forças Armadas até que seja determinado o processo legal a ser seguido na sucessão presidencial. Logo após este evento, Fabián Alarcón aceita a nulidade de sua nomeação em 9 de fevereiro, e o Congresso Nacional aprova a atribuição da presidência a Rosalía Arteaga temporariamente até que a Suprema Corte de Justiça decida sobre a sucessão presidencial.
Arteaga assumiu o poder e tentou manter-se no cargo, propondo que o Congresso Nacional fizesse uma reforma constitucional para estabelecer a sucessão presidencial, um trâmite de pelo menos quatro meses, mas o Congresso convocou-se em 11 de fevereiro para designar novamente Alarcón como presidente interino, tendo o aval das Forças Armadas e demais instituições do pais. 
Arteaga rechaçou esta decisão, argumentando que o Congresso não possuía a faculdade constitucional de designar um presidente interino, mas devido às pressões  das Forças Armadas e a relutância do Congresso em reconhecê-la, Arteaga optou por renunciar seu encargo, deixando o caminho livre para a nomeação de Alarcón, sendo este designado novamente como presidente interino pelo Congresso Nacional, com mandato temporário até 10 de agosto de 1998 (data na qual se elegerá o novo presidente constitucional), retornando Arteaga à vice-presidência por resolução do congresso que a restituiu ao seu cargo. Abdalá Bucaram solicitou seu terceiro asilo político no Panamá, onde residiu desde então até seu retorno ao Equador em 2017.

## Consequências
- Foi implementada a décima sétima disposição final para a Constituição de 1979, que deu lugar à Constituição do Equador de 1998 sob a presidência de Fabián Alarcón.
- Duas ações judiciais contra Bucaram foram impetradas por apropriação indevida de recursos públicos e pelo caso "Mochila Escolar".[13]